# Carambola
De carambola (Averrhoa carambola) of blimbing manis is een plant uit de klaverzuringfamilie (Oxalidaceae). De vruchten worden ook carambola en stervrucht genoemd. Het is een verwant van de kleinere blimbing (asem) (Averrhoa bilimbi). Het is een tot 12 m hoge boom met korte stam en uitgespreide takken, die in droge tijden zijn blad kan verliezen. De tot 20 cm lange bladeren zijn afwisselend geplaatst en oneven geveerd. De zeven tot elf, tot 8 × 3,7 cm grote, blaadjes zijn gaafrandig, ovaal, glanzend en glad aan de bovenzijde en aan de onderzijde dof. De rode tot violette bloemen staan in vertakte trossen met rode takken in de bladoksels.
De rijpe vruchten zijn groenig tot donkergeel van kleur. De tot 9 × 15 cm grote, in omtrek ovale vrucht heeft vijf of zes scherpe, hoekige ribben; een dwarsdoorsnede van de carambola lijkt op een ster. De schil is glad en wasachtig. Het vruchtvlees is stevig en sappig en lichtgeel tot donkergeel van kleur. De vruchten zijn pitloos of bevatten 12 mm grote zaden. De carambola smaakt zuur tot zoetzuur.
De carambola komt van nature voor in Zuidoost-Azië en wordt wereldwijd gekweekt in de subtropen en tropen.

## Gebruik
De vrucht wordt met de dunne schil gegeten. In Nederland zijn de vruchten met name rond de kerstperiode in de supermarkten te krijgen, maar de vrucht kan het hele jaar op de markt worden aangetroffen. De carambola wordt niet alleen als handfruit gebruikt, maar wordt door de stervorm van de dwarsdoorsnedes ook veel als garnering gebruikt.
Het eten van de vrucht kan een fatale uitwerking hebben op nierpatiënten wegens een hoge concentratie oxaalzuur en kalium en de aanwezigheid van caramboxine.

Carambola, plant en vruchten
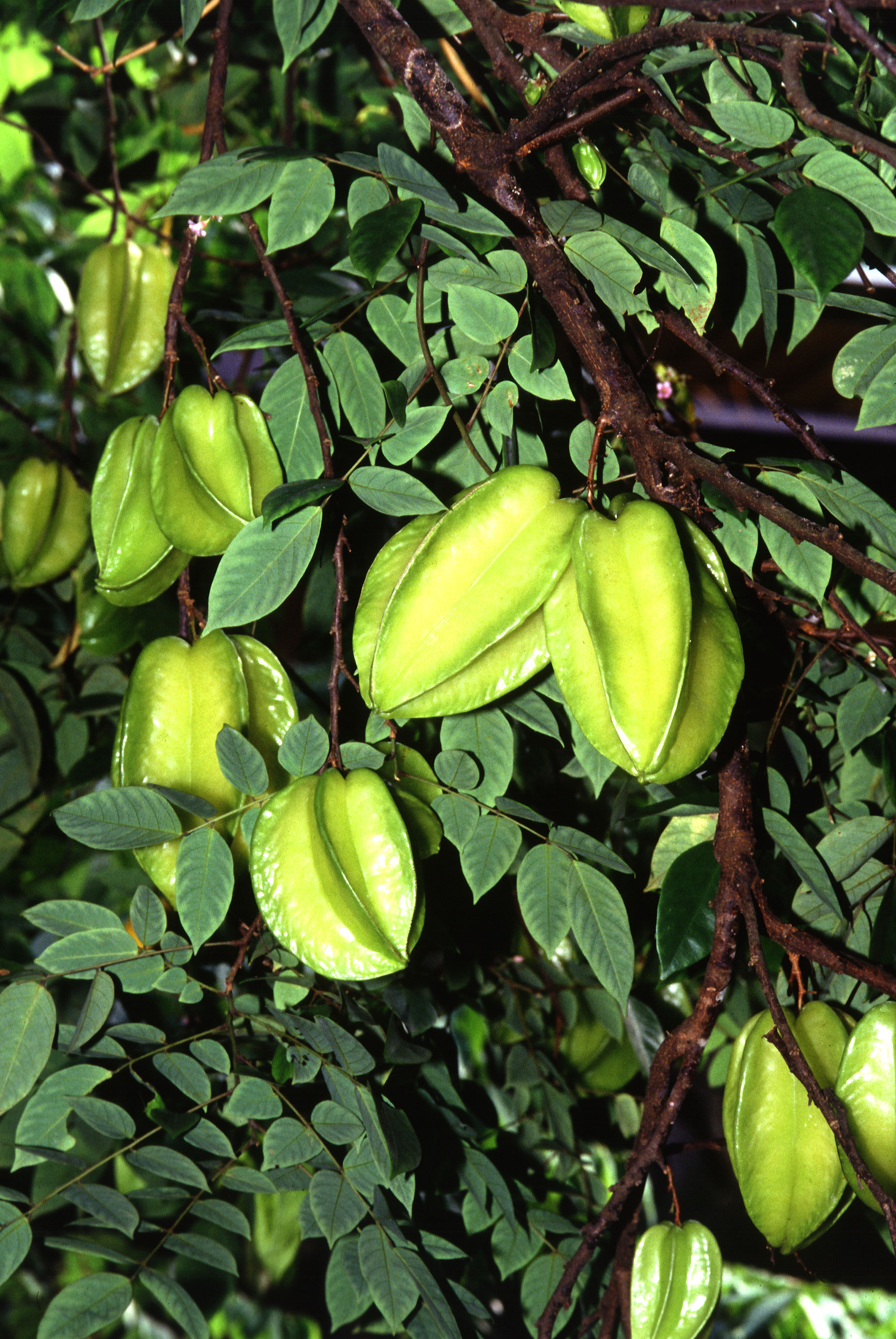
Boom met vruchten
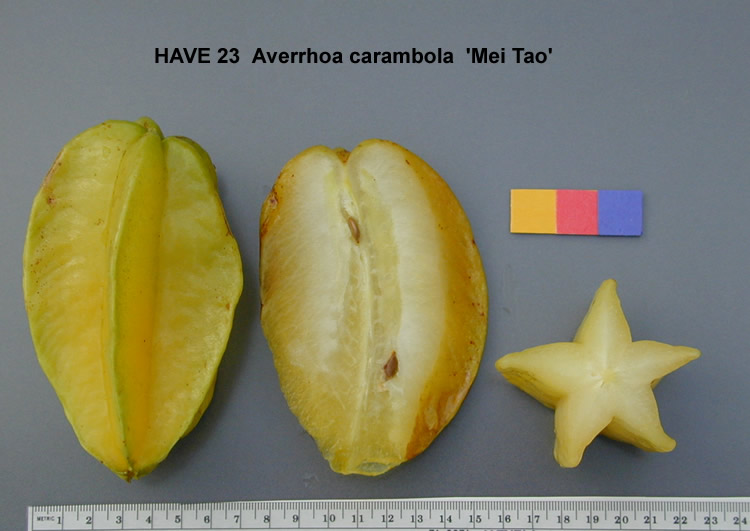
vrucht
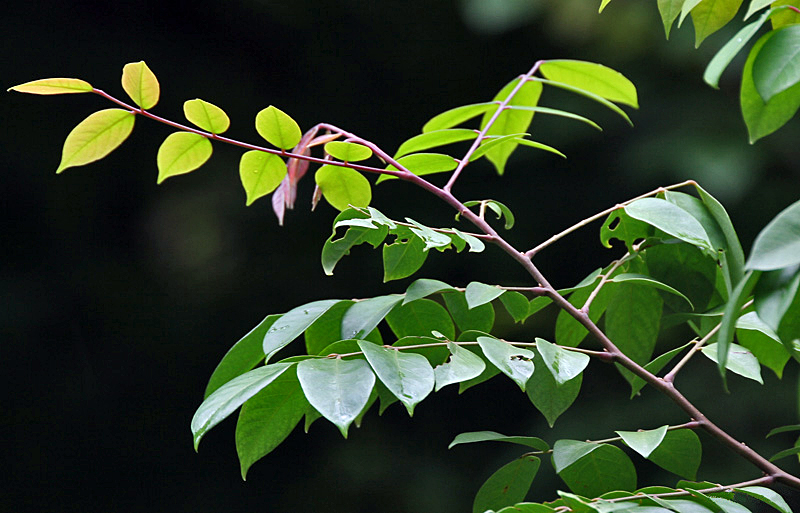
Veerdelig blad